# Hofbräuhaus am Platzl
La Staatliches Hofbräuhaus in München, también llamada Hofbräu München o Hofbräuhaus am Platzl, es una cervecería de Múnich, Alemania, propiedad del gobierno del estado bávaro. 
Hay muchos tipos de cerveza elaborada con recetas originales transmitidas por Wilhelm V, el duque de Baviera. Las cervezas actuales producidas incluyen una cerveza weißbier y helles, maibock, dunkel y Oktoberfest.

## Historia
Se ubica en la zona vieja de la ciudad y sus orígenes se remontan a 1589 cuando el Duque Guillermo V de Baviera la estableció como proveedora de Weissbier a la familia Wittelsbach, por lo que es una de las cervecerías más antiguas de Múnich. La cerveza rápidamente se hizo bastante popular gracias a la primera cervecera, Heimeran Pongratz, y la famosa "Ley de pureza de la cerveza bávara" de 1516 que declaró que solo se podían usar ingredientes naturales en el proceso de elaboración.

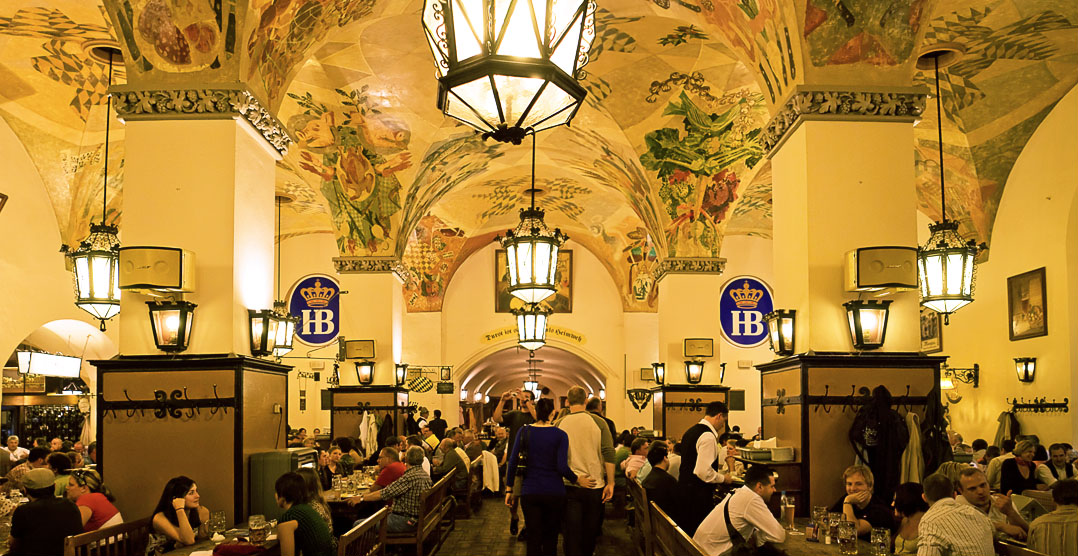
Interior de la Hofbräuhaus.

El público general fue admitido en 1828 por decreto del rey Luis I de Baviera y en 1896 se trasladó la fábrica de cerveza a Haidhausen. 
Maximiliano I, hijo y heredero de Wilhelm, no se preocupó mucho por la popular Braunbier, que era la cerveza oscura y pesada. Por lo tanto, a principios del siglo XVII Maximilian cambió el enfoque de la cervecería a las cervezas de trigo y prohibió a todas las demás cervecerías privadas que elaboraran cerveza de trigo, creando así un monopolio. En 1612, el sucesor de Heimeran Pongraz, Elías Pichler, estaba bajo presión para preparar una cerveza más fuerte, de ahí el maibock. De hecho, la cerveza maibock se hizo tan famosa que una vez salvó a la ciudad de la aniquilación. Cuando el rey Gustavo Adolfo de Suecia invadió Baviera durante la Guerra de los Treinta Años en 1632, amenazó con saquear y quemar toda la ciudad de Múnich. Acordó abandonar la ciudad en paz si los ciudadanos se rindieran con algunos rehenes y 600 000 barriles de cerveza Hofbräuhaus.
En septiembre de 1897 se inauguró la nueva sede diseñada por Max Littmann. El hall principal alberga 1500 personas y en el subsuelo se halla uno más pequeño para 1000. Además tiene un Biergarten. Siendo centro de la vida política y popular muniquesa en 1919, se proclamó en sus salones la República Soviética de Baviera. Lenin era de hecho uno de sus visitantes asiduos.
En febrero de 1920 fue el lugar elegido por el Partido Obrero Alemán (DAP), que luego cambiaría su nombre por el de Partido Nacionalsocialista Obrero Alemán (NSDAP), para proclamar el famoso programa de los 25 puntos por el que se regiría el Partido Nazi hasta su prohibición.
En 1935, el compositor berlinés Wilhelm «Wiga» Gabriel compuso el Hofbräuhaus-Lied. La cervecería fue destruida completamente durante los bombardeos de 1944-45. En 1958, coincidiendo con el 800 aniversario de la fundación de la ciudad el lugar fue reconstruido.
Se calcula que visitan sus salones unas 35 000 personas al día, generando unas ganancias que superan los diez millones de euros anuales. A lo largo del tiempo se ha convertido en una de las atracciones turísticas más importantes de la ciudad. Particularmente durante la Oktoberfest, la cervecería se convierte en uno de los centros más visitados de Múnich.
Se puede encontrar una réplica exacta en Las Vegas.

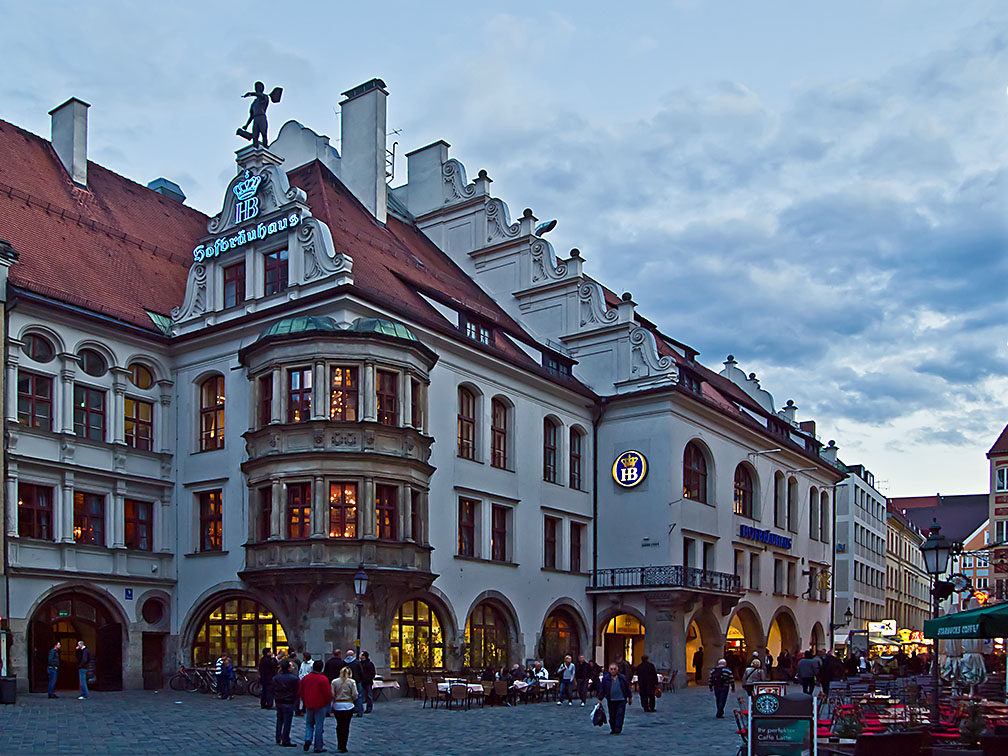
Fachada de la cervecería.

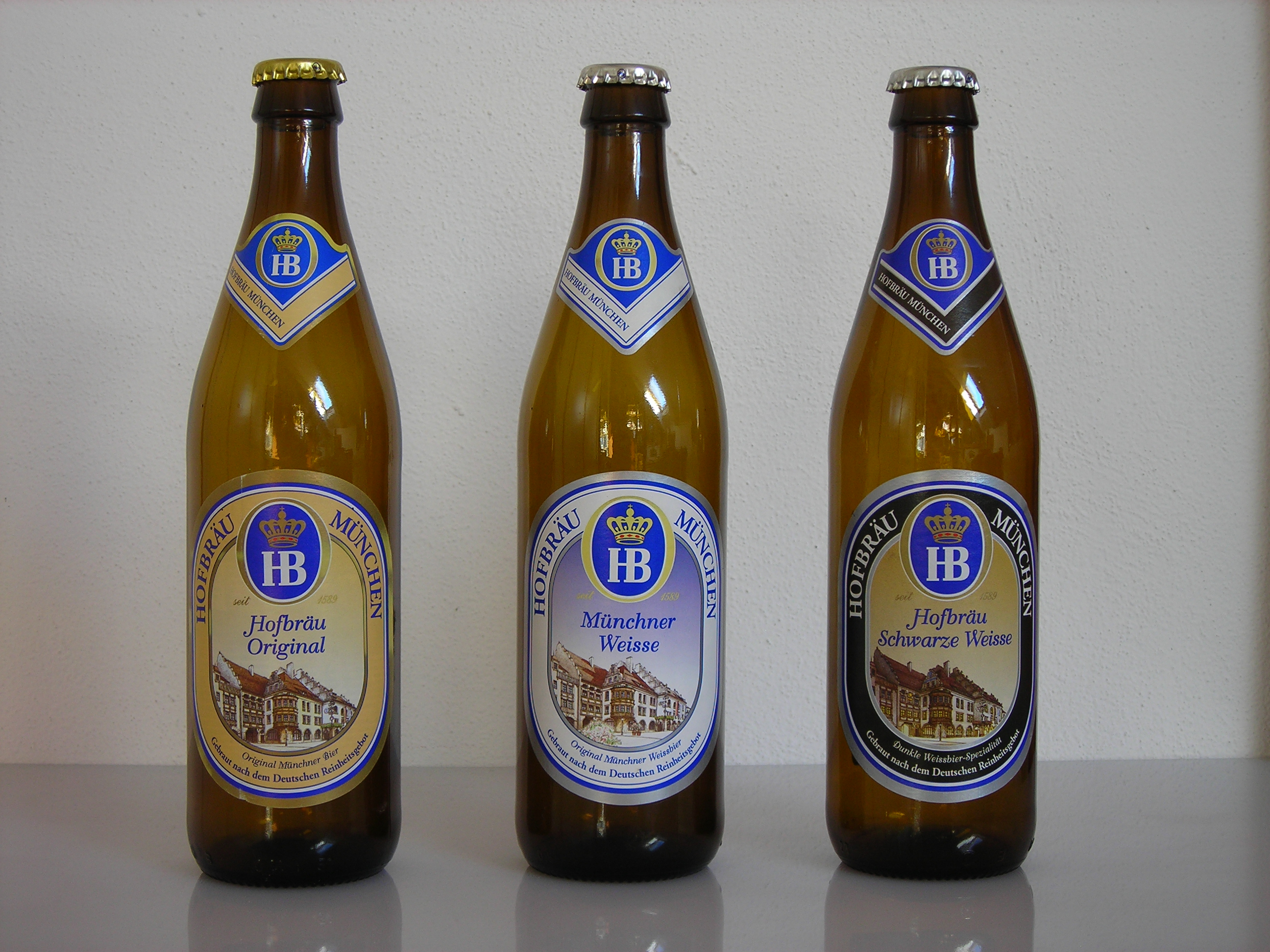
Tres tipos de cervezas Hofbräuhaus.